# Aglymbus janeiroi
Aglymbus janeiroi är en skalbaggsart som beskrevs av Nilsson 2001. Aglymbus janeiroi ingår i släktet Aglymbus och familjen dykare. Inga underarter finns listade i Catalogue of Life.